# 芬兰国立画廊
芬兰国立画廊（芬蘭語：Suomen Kansallisgalleria）是芬蘭規模最大的艺术博物馆机构。芬兰国立画廊由雅典娜姆艺术博物馆、基亞斯瑪當代藝術博物館和西内布吕科夫艺术博物馆三座艺术博物馆組成，由芬蘭政府管理運營。

## 外部連結
- 官方网站 （页面存档备份，存于） （文） （瑞典文） （英文）
  - 雅典娜姆艺术博物馆官方网站 （页面存档备份，存于） （文） （瑞典文） （英文） （俄文）
  - 基亚斯玛官方网站 （页面存档备份，存于） （文） （瑞典文） （英文）
  - 西内布吕科夫艺术博物馆官方网站 （页面存档备份，存于） （文） （瑞典文） （英文） （俄文）

60°10′18″N 24°56′13″E / 60.1717°N 24.9369°E